# Pyridiniumchlorochromaat
Pyridiniumchlorochromaat (meestal afgekort tot PCC), soms aangeduid als het Corey-Suggs-reagens (genoemd naar Nobelprijswinnaar Elias James Corey), is een organische verbinding met als brutoformule C5H6NCrO3Cl. De stof komt voor als een oranje-rood kristallijn poeder, dat bijna niet oplosbaar is in water. Het is zeer goed oplosbaar in de courante organische oplosmiddelen, zoals dichloormethaan, aceton en di-ethylether.

## Synthese
Pyridiniumchlorochromaat kan bereid worden door reactie van pyridine met chroom(VI)oxide en geconcentreerd zoutzuur:
{\displaystyle \mathrm {C_{5}H_{5}N\ +\ CrO_{3}\ +\ HCl\ \longrightarrow \ [C_{5}H_{6}N]^{+}[CrO_{3}Cl]^{-}} }
Dit is de originele synthese zoals die door Corey et al. werd gepubliceerd in 1975. Het nadeel van de methode is dat hierbij het schadelijk chromylchloride als nevenproduct kan ontstaat. Een alternatieve synthese volgens Agarwal et al. komt aan dit probleem tegemoet, door chroom(VI)oxide met pyridiniumchloride te laten reageren:
{\displaystyle \mathrm {C_{5}H_{5}NH^{+}Cl^{-}\ +\ CrO_{3}\ \longrightarrow \ [C_{5}H_{6}N]^{+}[CrO_{3}Cl]^{-}} }

## Toepassingen
Pyridiniumchlorochromaat is een veelgebruikt reagens in de organische chemie. Het wordt hoofdzakelijk ingezet als oxidator, om primaire alcoholen te oxideren tot aldehyden en secundaire alcoholen tot ketonen. Voornamelijk de oxidatie tot aldehyden is interessant, omdat met het verwante Jones-reagens verdere oxidatie optreedt tot het carbonzuur. Met pyridiniumchlorochromaat, dat in niet-waterig milieu wordt gebruikt, treedt dergelijk overoxidatie slechts zelden op. Een typische oxidatie met een alcohol treedt op in dichloormethaan als oplosmiddel:
{\displaystyle \mathrm {[C_{5}H_{6}N]^{+}[CrO_{3}Cl]^{-}\ +\ R_{2}CHOH} }
{\displaystyle \mathrm {\longrightarrow \ R_{2}C{=}O\ +\ C_{5}H_{5}NH^{+}Cl^{-}\ +\ H_{2}CrO_{3}} }
Het nadeel van dit soort reacties is dat de ontstane chroomverbinding samen met pyridiumchloride een zwarte slurrie vormt, hetgeen de reactie bemoeilijkt. Daarom wordt meestal gebruikgemaakt van moleculaire zeven of van silicagel als absorbens om deze slurrie op te vangen.
Naast oxidaties zijn ook omleggingen mogelijk. Een voorbeeld zijn tertiaire alcoholen: zij kunnen niet rechtstreeks geoxideerd worden. Bij de Babler-oxidatie wordt echter een chromaat-ester gevormd tussen pyridiniumchlorochromaat en het tertiair alcohol, waarbij eerst een [3,3]-sigmatrope omlegging optreedt, voordat de effectieve oxidatie doorgaat en de carbonylverbinding wordt gevormd.

## Toxicologie en veiligheid
Pyridiniumchlorochromaat bevat zeswaardig chroom en wordt daardoor verdacht carcinogeen te zijn. Daarom worden vaak alternatieve methoden ingeschakeld om oxidaties te verrichten:
- Oxidaties gebaseerd op DMSO: de Swern-oxidatie en de Pfitzner-Moffatt-oxidatie
- Oxidaties gebaseerd op hypervalente joodverbindingen, zoals Dess-Martin-perjodinaan of jodosobenzeen